# Malefizgraben
Der Malefizgraben ist ein 1,2 km langer linker Zufluss der Reppisch in den Gemeinden Rudolfstetten-Friedlisberg und Urdorf in den Schweizer Kantonen Aargau und Zürich. Er entwässert ein 1,4 Quadratkilometer grosses Gebiet am Nordhang des Holzbirrlibergs. 

## Geographie

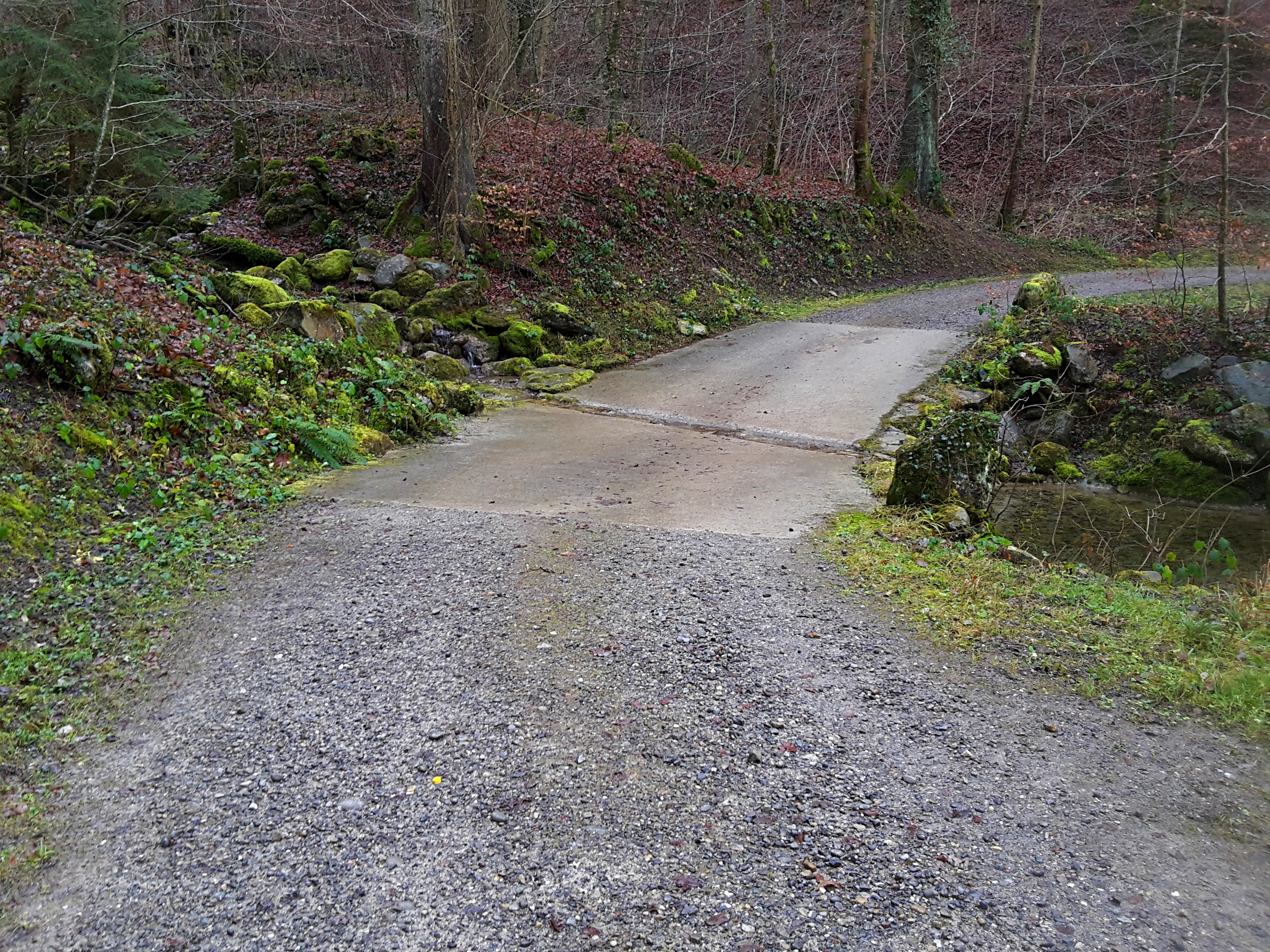
Der Bach bei der Querung einer Strasse

### Verlauf
Der Bach entsteht auf 589 m ü. M. durch den Zusammenfluss des linken Quellbachs Grossmattbach und des rechten Quellbachs Weidbach in einem Tobel im Waldstück Häderholz. Von hier fliesst er anfangs gegen Nordosten und nimmt nur wenig später in der Waldflur Cholgrueb von rechts seinen einzigen Zufluss, den Häderlibach, auf. Kurz nach dessen Einmündung wendet sich der Bach gegen Nordwesten und bildet für rund 120 Meter die Kantonsgrenze, ehe er ganz auf Zürcher Gebiet übertritt und parallel zum Stigelmattbach verläuft. Der Bach tritt nun ins Reppischtal ein und mündet wenig später auf dem Gebiet der Schiessanlage Reppischtal auf 439 m ü. M. in die untere Reppisch.

### Einzugsgebiet
Das Einzugsgebiet des Malefizgraben misst 1,4 km², davon sind 82,3 % naturnahe Fläche sowie Wald und 17,7 % landwirtschaftliche Fläche. Die durchschnittliche Höhe beträgt 622 m ü. M. und die höchste Erhebung wird mit 674 m ü. M. bei Oberholz erreicht. Ein weiterer markanter Punkt ist der 586 m ü. M. hohe Hohbüel, welcher die höchste Erhebung Urdorfs darstellt. Ausserdem gehört der ganze Unterlauf des Baches im Kanton Zürich zum Waldreservat Chlosterholz.
Im Westen liegt das Einzugsgebiet des Stigelmattbachs, welcher ebenfalls in die Reppisch mündet.

### Zuflüsse
Direkte und indirekte Zuflüsse des Malefizgrabens mit Länge:
- Grossmattbach (links), 1,3 km
- Weidbach (rechts), 1,8 km
  - Allmend (rechts), 0,2 km

Malefizgraben-Ursprung (589 m ü. M.)
- Häderlibach (rechts), 0,8 km
  - Häderliberg 2 (rechts), 0,05 km
  - Häderliberg 1 (rechts), 0,2 km
  - Häderliberg 3 (links), 0,4 km
  - Häuptlismattbach (links), 0,7 km

Malefizgraben-Mündung (439 m ü. M.)

## Geschichte
Früher befand sich in der heute noch danach benannten Waldflur Cholgrueb eine Kohlengrube, welche im 18. Jahrhundert genutzt wurde. Heute ist jedoch alles zerfallen und nichts mehr zu erkennen. Einem Bericht der pyrotechnischen Gesellschaft in Zürich zufolge war dieser Kohlenflöz 9 bis 12 Zentimeter mächtig.
Über den Malefizgraben existiert auch eine alte Sage, demnach sieben Herren hier ein Schloss besassen und ihre Zeit damit verbrachten, die Gegend um Rudolfstetten, Dietikon und Friedlisberg mit Plündereien heimzusuchen. Eines Tages, bei einem nächtlichen Gewitter, zerbrach das Schloss in alle Einzelteile und die Herren zeigten sich von da an nicht mehr öffentlich. Man erzählt sich, nachts sehe man sie beim Wege am Burgstall Geld zählen.

## Flora
Im Oberlauf findet sich anfangs Waldmeister-Buchenwald mit Lungenkraut, rund um die Mündung des Häderlibachs Seggen-Bacheschenwald mit Bärlauch sowie kleinflächig Linden-Zahnwurz-Buchenwald. Der unterste Abschnitt im Kanton Aargau ist dann wieder geprägt von Waldmeister-Buchenwald, teilweise mit Lungenkraut, aber auch von Seggen-Bacheschenwald mit Riesenschachtelhalm. Der Unterlauf des Malefizgrabens im Kanton Zürich ist gekennzeichnet durch typischen Waldhirsen-Buchenwald und an der Mündung findet sich Aronstab-Buchenwald.